# Méson êta
Le méson êta (η0) est une particule de la famille des mésons. Il est composé de quark up, down, étrange et leur antiquarks. Il a été découvert en 1961 grâce au Bevatron.